# Besson MB.411
Besson M.B.411 je malý dvoumístný hydroplán, který byl speciálně zkonstruován pro přepravu v rozloženém stavu na ponorce. Měl být přepravován ve vodotěsném válcovém hangáru o průměru 2 m a délce 7 m za věží nové ponorky Surcouf, nazývané podvodním křižníkem. V případě potřeby jej bylo možné rychle složit (cca 30 minut) aby mohl vzlétnout k průzkumné misi.

## Vývoj
V roce 1932 Besson vyrobil jednoplovákový M.B.410 s postranními plováky pod křídlem z dvouplovákového MB.35. Hvězdicový devítiválec Salmson 9NC o výkonu 96 kW byl zakryt a trup měl proudnicový tvar. Prototyp byl zničen při tragické nehodě při testování v roce 1933.

## Služba

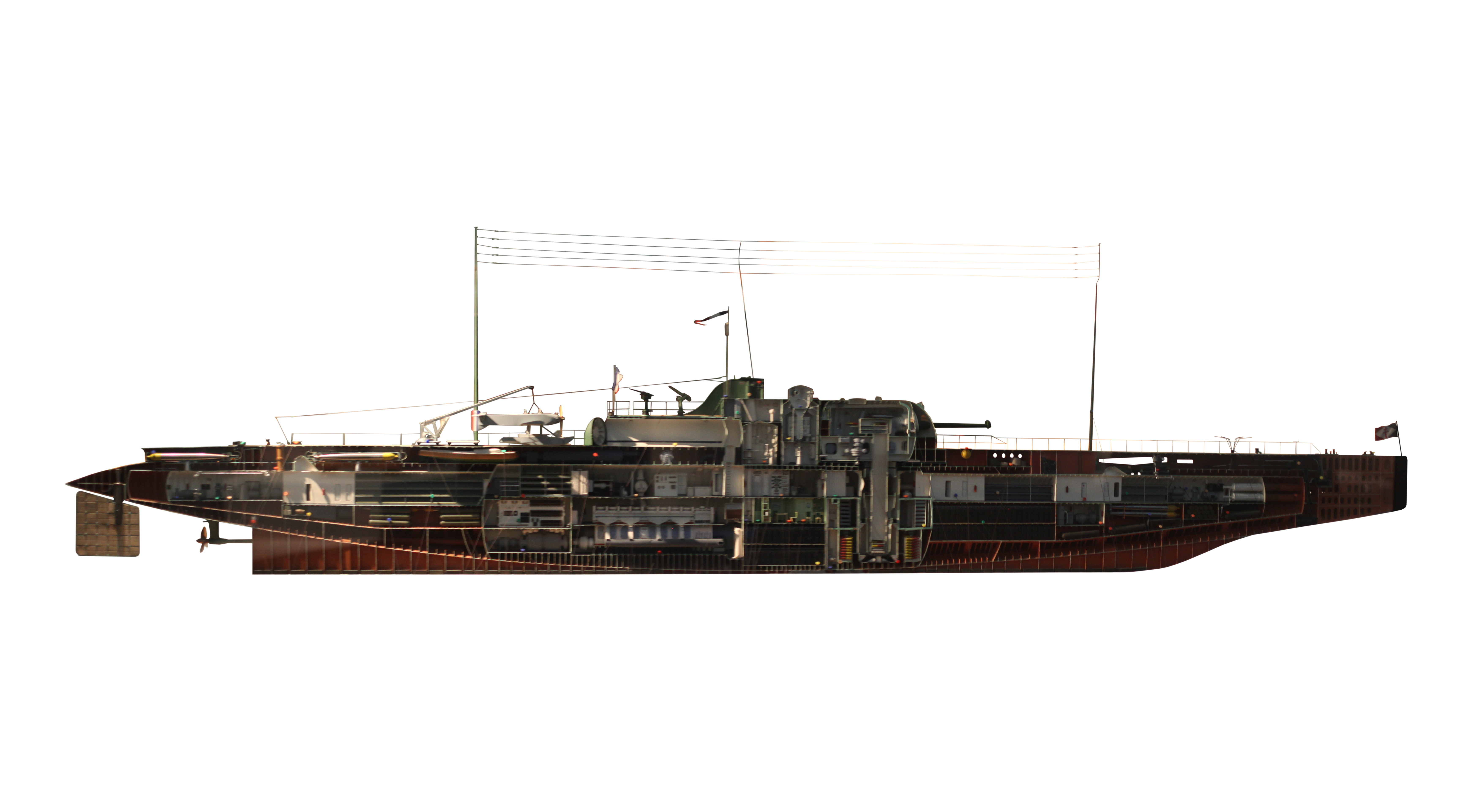
Model ponorky Surcouf s hydroplánem MB.411

Francouzské námořnictvo potřebovalo průzkumné letadlo pro svou novou ponorku Surcouf a tak si objednalo výrobní verzi M.B.411. Po krachu společnosti Marcel Besson et Compagnie dodala nový letoun firma ANF-Les Mureaux ze Seine-et-Oise.
První MB.411 sloužil od září 1935 na ponorce Surcouf. Počátkem roku 1936 se vrátil zpět do továrny k modifikacím zjištěných závad, kde byl zároveň upraven na dvoumístný se sedadly pilota a pozorovatele za sebou. Souběžně byl pro Surcouf objednán druhý náhradní stroj dodaný v létě 1937. Ponorka později sloužila pod vlajkou Svobodné Francie v Karibiku a v únoru 1942 se potopila. Oba letouny sloužily u námořní jednotky Aéronavale Escadrille 7S4 v St. Mandrier, později přeznačené na HS7.

## Varianty
- M.B.41 – původní prototyp
- M.B.411 – vývojová verze

## Specifikace
Údaje dle

### Technické údaje
- Posádka: pilot a fotograf
- Rozpětí: 12 m
- Délka: 8,25 m
- Výška: 2,85 m
- Nosná plocha: 22 m²
- Hmotnost prázdného letounu: 760 kg
- Vzletová hmotnost : 1 140 kg
- Pohonná jednotka: 1 × hvězdicový motor Salmson 9ND
- Vzletový výkon pohonné jednotky: 130 kW (175 hp)

### Výkony
- Maximální rychlost: 190 km/h
- Dostup: 5 000 m
- Dolet: 400 km